# Die Erbin des Grafen von Monte Christo
Die Erbin des Grafen von Monte Christo è un film muto del 1919 diretto da Friedrich Zelnik.

## Produzione
Il film fu prodotto dalla Berliner Film-Manufaktur GmbH.

## Distribuzione
In Germania, il film uscì in sala nel 1919.